# Anaulacomera brevicauda
Anaulacomera brevicauda är en insektsart som beskrevs av Brunner von Wattenwyl 1891. Anaulacomera brevicauda ingår i släktet Anaulacomera och familjen vårtbitare. Inga underarter finns listade i Catalogue of Life.